# Hệ thống tập tin
Trong điện toán, khái niệm hệ thống tập tin hoặc hệ thống tệp (tiếng Anh: file system) được dùng để chỉ các phương pháp và cấu trúc dữ liệu mà một hệ điều hành sử dụng để theo dõi các tập tin trên ổ đĩa hoặc các phân vùng. Hệ thống tập tin cũng kiểm soát cách lưu trữ và truy xuất dữ liệu. Không có hệ thống tập tin, thông tin được lưu trong các phương tiện lưu trữ sẽ là một khối dữ liệu lớn mà không có cách nào để biết nơi một phần thông tin dừng lại và phần tiếp theo bắt đầu. Bằng cách tách dữ liệu thành từng mảnh và đặt tên cho mỗi mảnh, thông tin dễ dàng được phân tách và xác định. Lấy tên từ cách đặt tên cho các hệ thống quản lý thông tin dùng giấy, mỗi nhóm dữ liệu được gọi là "tập tin". Cấu trúc và quy tắc logic được sử dụng để quản lý các nhóm thông tin và tên của chúng được gọi là "hệ thống tập tin".
Có nhiều loại hệ thống tập tin khác nhau. Mỗi loại có cấu trúc và logic khác nhau, thuộc tính của tốc độ, tính linh hoạt, bảo mật, kích thước và nhiều hơn nữa. Một số hệ thống tập tin đã được thiết kế để sử dụng cho các ứng dụng cụ thể. Ví dụ, hệ thống tập tin ISO 9660 được thiết kế dành riêng cho đĩa quang.
Hệ thống tập tin có thể được sử dụng trên nhiều loại thiết bị lưu trữ khác nhau sử dụng các loại phương tiện khác nhau. Kể từ năm 2019, các ổ đĩa cứng đã là thiết bị lưu trữ chính và được dự kiến sẽ duy trì trong tương lai gần. Các loại phương tiện khác được sử dụng bao gồm SSD, băng từ và đĩa quang. Trong một số trường hợp, chẳng hạn như với tmpfs (temporary file, tập tin tạm), bộ nhớ chính của máy tính (bộ nhớ truy cập ngẫu nhiên, RAM) được sử dụng để tạo một hệ thống tập tin tạm thời để sử dụng ngắn hạn.
Một số hệ thống tập tin được sử dụng trên các thiết bị lưu trữ dữ liệu cục bộ; những loại khác cung cấp quyền truy cập tệp qua giao thức mạng (ví dụ: máy khách NFS, SMB hoặc 9P).  Một số hệ thống tệp là "ảo", có nghĩa là "tập tin" được cung cấp (được gọi là tập tin ảo) được tính theo yêu cầu (chẳng hạn như procfs và sysfs) hoặc chỉ đơn thuần là ánh xạ vào hệ thống tập tin khác được sử dụng làm kho lưu trữ. Hệ thống tập tin quản lý quyền truy cập vào cả nội dung của tập tin và siêu dữ liệu về các tập tin đó. Nó có trách nhiệm sắp xếp không gian lưu trữ; độ tin cậy, hiệu quả và điều chỉnh liên quan đến phương tiện lưu trữ vật lý là yếu tố quan trọng cần xem xét khi thiết kế.

### Microsoft Windows

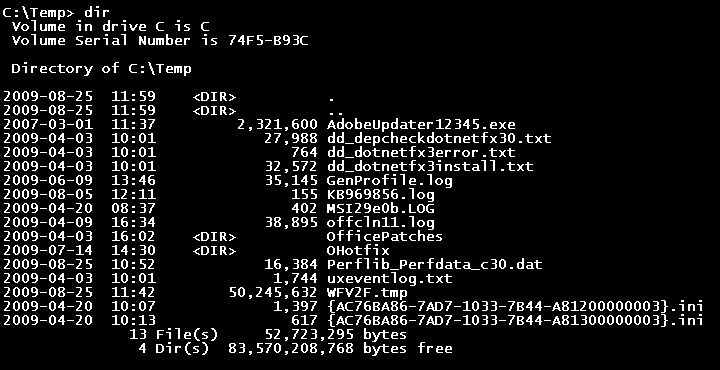
Danh sách thư mục trong shell lệnh Windows